# SWF
SWF (Shockwave Flash або Small Web Format) — пропрієтарний відеоформат для мультимедіа, векторної графіки та ActionScript. Був розроблений FutureWave Software, деякий час перебував у власності Macromedia, а зараз належить Adobe. Файли SWF можуть містити анімацію або аплети з різними ступенями інтерактивності та функціональності. Картинка, збережена в цьому форматі, масштабується без видимих спотворень, відеоролик має невеликий розмір, відбувається швидше завантаження відео файлу та його відтворення.
Наразі SWF — це основний формат для показу анімованої векторної графіки в вебі. Використовується також для програм, найчастіше для браузерних ігор на основі ActionScript.
Файли SWF можуть бути створені декількома різними продуктами Adobe, включаючи Flash, Flash Builder (IDE), After Effects та використовуючи MXMLC — програму-компілятор в командному рядку. Хоча Adobe Illustrator генерує файли SWF функцією «export», він не може відкривати або редагувати їх. Крім продуктів Adobe, формат може бути створений за допомогою компілятора з відкритим кодом MTASC, бібліотеки з відкритим кодом Ming та вільного програмного забезпечення SWFTools. Також є багато сторонніх програм, що можуть обробляти файли цього формату, наприклад Multimedia Fusion 2, Captivate та SWiSH Max.
Термін SWF є абревіатурою від ShockWave Flash. Пізніше значення було змінене на бекронім Small Web Format, щоб уникнути плутанини з іншою технологією — Shockwave, від якої SWF походить.

## Опис
Спочатку формат міг представляти тільки векторні об'єкти та картинки в простій послідовній манері. Пізніше був доповнений підтримкою аудіо (починаючи з Flash 3), відео (з Flash 6) та багатьох інших можливих форм взаємодій з користувачем. Файли SWF можуть програватися флеш-плеєром, що працює як браузерний додаток чи як самостійний плеєр. Також можуть бути інкапсульовані в плеєр, створюючи самовиконуваний SWF-фільм. SWF-файл належить до Flash-проєкту.
Adobe робить доступними плагіни Adobe Flash Player та Adobe Integrated Runtime для програвання SWF в браузерах на таких операційних системах, як Microsoft Windows, Mac OS X і Linux на архітектурі X86.

## Пов'язані формати та розширення
| Розширення | Пояснення |
| ---------- | --- |
| .swf       | завершені, скомпільовані та опубліковані файли, що не можуть будуть відредаговані за допомогою Adobe Flash. Однак існує багато декомпіляторів. Імпорт SWF-файлів за допомогою Flash дозволяє отримати деякі активи, але не всі. |
| .fxg       | уніфікований формат файлів XML, розроблюється Adobe для Flex, Flash, Photoshop та інших програм. |
| .fla       | містять вихідний матеріал для Flash-програми. Flash-авторизоване ПО може редагувати файли FLA та компілювати їх у файли SWF. Наразі FLA — це бінарний файловий формат, оснований на форматі Microsoft Compound File Format. В Flash Pro CS5 FLA файл — це контейнер zip зі структурою XML. |
| .xfl       | XML-подібні файли проєкту, еквівалентні бінарному формату FLA. Flash-авторизоване ПЗ використовує XFL як формат обміну в Flash Pro CS4. Flash CS4 імпортує файли XFL, які перед цим експортуються з InDesign або AfterEffects. У Flash Pro CS5 файл XFL — це ключовий файл, який відкриває «нестиснений» файл FLA, котрий є ієрархією теків, які містять XML та бінарні файли.                                                        |
| .as        | містять ActionScript вихідний код У простих сирцевих файлах. Файли FLA також можуть містити ActionScript код безпосередньо, але часто окремі зовнішні файли AS використовують через структурні причини, або аби розкрити код для систем контролю версій. |
| .mxml      | використовуються у зв'язці з файлами ActionScript та файлами CSS. MXML пропонує синтаксис, подібний до HTML, для проєктування графічного інтерфейсу користувача в Flex. Кожен файл MXML створює новий клас, що розширює клас кореневого тегу, та додає вкладені теги як нащадків (якщо вони є нащадками UIComponent) або як екземплярів класу.                                                                                        |
| .swd       | тимчасові файли відладки, що використовуються під час розробки Flash, можуть бути видалені після завершення розробки проєкту Flash. |
| .asc       | містять ActionScript-код сторони серверу, котрий використовується для розробки ефективних та гнучких клієнт-серверних програм Adobe Flash Media Server. |
| .abc       | містять байт-код ActionScript, що використовується віртуальною машиною ActionScript — AVM(до версії Flash 9) та AVM2(починаючи з версії Flash 9). |
| .amf       | містять команди Action Message для виконання транзакцій з сервером Adobe Flesh Media. |
| .flv       | Файли флеш-відео, створюються таким же чином як в Adobe Flash, ffmpeg, Sorenson Squeeze, або On2 Flix. Аудіо- і відеодані у файлах FLV кодуються тим же способом, що й у файлах SWF. |
| .f4v       | другий відеоформат Flash, базується на базовому медіаформаті ISO. Формат F4V подібний до формату M4V — iTunes відеофайлів, але він відрізняється від формату FLV. |
| .f4p       | суфікси Adobe для медіа, закодованого за допомогою схеми Adobe Access DRM. |
| .f4a       | суфікси файлів M4A — iTunes аудіофайлів. |
| .f4b       | суфікси файлів M4B — iTunes аудіокниг. |
| .f4m       | конфігураційні файли XML, містять onMetaData-заголовки для зазначення в системі base64 бітової швидкості флеш-відео для протоколу HTTP Live Streaming. |
| .f4f       | фрагментовані файли MP4, містять пакети Flash Video. |
| .swc       | використовуються для розповсюдження компонентів, містять скомпільований кліп, файл класу компонента ActionScript та інші файли, що описують компонент. |
| .jsfl      | містять код JavaScript та мають доступ до Flash JavaScript API. |
| .swt       | шаблонні форми файлів SWF, котрі використовує Macromedia Generator. |
| .flp       | файли XML, що використовуються для посилання на інші файли документів проєкту Flash. Дозволяють користувачеві групувати пов'язані файли заради спрощення організації, компіляції та побудови проєкту Flash. |
| .spl       | документи FutureSplash Animator. |
| .aso       | файли кешу, що використовуються під час флеш-розробки, містять скомпільований байт-код ActionScript. Файл ASO відтворюється коли виявляється зміна у відповідних йому файлах. Іноді середовище розробки Flash не визначає, що перекомпіляція необхідна, тоді ці файли кешу потрібно видаляти вручну. Вони розташовані у %USERPROFILE%\Local Settings\Application Data\Macromedia\Flash8\en\Configuration\Classes\aso на Win32/Flash8. |
| .sol       | створюються флеш-плеєром, щоб зберігати Локально розповсюдженні об'єкти (дані, що зберігаються на комп'ютері для керування флеш-плеєром). |